# Flugleistungsvermessung
Flugleistungsvermessung bezeichnet ein Verfahren zur Bestimmung des aerodynamischen Potentials von Flugzeugen, insbesondere von Segelflugzeugen. Zur Flugleistung im weiteren Sinne zählen neben dem aerodynamischen Potential oder Leistungsvermögen eines Flugzeuges auch die Flugeigenschaften sowie das Können des Piloten.
Zur Bestimmung der Flugleistungen gibt es vier Methoden:
- Höhenstufenverfahren: Zur Bestimmung der Flugleistung eines Segelflugzeuges mit dem Höhenstufenverfahren sind viele Flüge bei möglichst ruhigem Wetter erforderlich.
- direkte Messung des Gleitwinkels: Aus der Fluglage gegenüber dem Horizont sowie dem Anstellwinkel lässt sich der Gleitwinkel ermitteln.
- Ausschießverfahren: Hier wird der gesamte Geschwindigkeitsbereich eines Segelflugzeuges ausgenutzt. Man beginnt bei einer hohen Geschwindigkeit und lässt das Flugzeug „ausschießen“, wobei der Gradient der Geschwindigkeitsreduzierung so gesteuert werden sollte, dass eine konstante Höhe geflogen wird. Durch Messung der Geschwindigkeit, der auftretenden Beschleunigung und der Höhe lässt sich die Gleitzahl beziehungsweise die Polare des Segelflugzeuges feststellen.
- Vergleichsflug: Hierbei wird die Flugleistung durch den Vergleich mit einem „Normal“ festgestellt. Diese Norm stellt ein genau vermessenes Flugzeug dar, das mit einem der drei genannten Verfahren kalibriert wurde. Beim Vergleichsflugverfahren werden die Annahmen getroffen, dass sich die beiden Flugzeuge innerhalb derselben Luftmasse bewegen und dass die gegenseitige Beeinflussung minimal oder nicht vorhanden ist.